# Роюв
Роюв (пол. Rojów, нім. Rjow, 1939-45: Royhof) — село в Польщі, у гміні Остшешув Остшешовського повіту Великопольського воєводства.
Населення — 723 особи (2011).
У 1975-1998 роках село належало до Каліського воєводства.

## Демографія
Демографічна структура станом на 31 березня 2011 року:
|          | Загалом | Допрацездатний вік | Працездатний вік | Постпрацездатний вік |
| -------- | ------- | ------------------ | ---------------- | -------------------- |
| Чоловіки | 365     | 89                 | 242              | 34                   |
| Жінки    | 358     | 76                 | 217              | 65                   |
| Разом    | 723     | 165                | 459              | 99                   |